# Sawielij Lesnikowski
Sawielij Franciewicz Lesnikowski, ros. Савелий Францевич Лесниковский (ur. 1908, zm. ?) – radziecki pułkownik.

## Życiorys
Urodził się w 1908. Od 1930 służył w Armii Czerwonej. Członek KPZR od 1932. Brał udział w II wojnie światowej. W 1941 w stopniu kapitana służył w 864 Pułku Piechoty w składzie 189 Dywizji Piechoty. Uczestniczył w działaniach na frontem wschodnim. Był dowódcą partyzanckiego Oddziału Zwiadowczego im. Czapajewa, sformowanego w lipcu 1943 w okolicach Żytomierza i działającego do stycznia 1945. Oddział pod koniec okupacji niemieckiej działał na obszarze Wołynia i Podola, a później na karpackich terenach Bieszczadów i Beskidu Niskiego. Tam funkcjonował celem zdobycia informacji o rodzajach jednostek Wehrmachtu oraz ich rejonach koncentracji. Pomimo planowego charakteru oddziału, prowadził także działania sabotażowe i dezorganizacyjnej oraz toczył również potyczki i walki z Niemcami. Do oddziału przyłączyło się także kilka kompanii żołnierzy słowacki z 2 batalionu 4 Górskiego Pułku 2 Dywizji Piechoty Słowackiego, którzy wypowiedzieli posłuszeństwo prezydentowi Jozefowi Tisie. Podczas działań na obszarze Karpat Lesnikowski służył w stopniu majora i używał pseudonimu „Leonid”. W sferze wywiadowczej Oddział im. Czapajewa nada 377 meldunków, zaś rezultatem akcji bojowych było wysadzenie 52 pociągów (1463 wagonów), zniszczenie 13 mostów i 107 samolotów.
Według innych źródeł starszyj lejtenant Sawielij Franciewicz Lesnikowski zginął podczas wojny w 1943.
W 1966 jako pułkownik rezerwy złożył wizytę gościnną na Podkarpaciu. We wrześniu 1971 uczestniczył w odsłonięciu pomnika upamiętniającego partyzantów poległych na Hali Koniecznej.

## Ordery i odznaczenia
- Order Lenina (23 września 1944)
- Order Czerwonego Sztandaru (14 kwietnia 1945)
- Order Virtuti Militari[4][5]
- Medal czechosłowacki
- Kilkanaście innych odznaczeń